# Orbita semisincrona
Un’orbita semisincrona è un'orbita il cui periodo di rivoluzione è pari a metà del periodo di rotazione del corpo orbitato, e rivolve nella stessa direzione di rotazione di quest'ultimo.
Nel caso della Terra, un'orbita semisincrona è un'orbita media con un periodo di circa 12 ore e, se è circolare, ha un'altitudine di circa 20000 km. Orbite di questo tipo sono utilizzate principalmente dai sistemi di posizionamento satellitari.
Un esempio di orbita semisincrona non circolare è l'orbita Molnija.